# Episodi de I Thunderman (prima stagione)
La prima stagione della serie televisiva I Thunderman, composta da 20 episodi, è stata trasmessa negli Stati Uniti dal 14 ottobre 2013 al 14 giugno 2014 su Nickelodeon.
In Italia è stata trasmessa in prima assoluta su Nickelodeon dal 7 aprile al 4 dicembre 2014, in chiaro è stata trasmessa in prima TV su Super! dal 23 gennaio 2015.
| nº | Codice di prod. | Titolo originale             | Titolo italiano                  | Prima TV USA     | Prima TV Italia   |
| -- | --------------- | ---------------------------- | -------------------------------- | ---------------- | ----------------- |
| 1  | 101             | Adventures in Supersitting   | Super Babysitter                 | 14 ottobre 2013  | 7 aprile 2014     |
| 2  | 102             | Phoebe vs. Max               | Phoebe contro Max                | 2 novembre 2013  | 10 aprile 2014    |
| 3  | 103             | Dinner party                 | Doppia cotta                     | 9 novembre 2013  | 8 aprile 2014     |
| 4  | 104             | Report Card                  | La grande sfida matematica       | 16 novembre 2013 | 9 aprile 2014     |
| 5  | 107             | Ditch Day                    | Due volte a scuola               | 23 novembre 2013 | 17 settembre 2014 |
| 6  | 109             | This Looks Like a Job For... | Questo è il lavoro giusto per... | 30 novembre 2013 | 19 settembre 2014 |
| 7  | 106             | Weekend guest                | Un ospite per il weekend         | 7 dicembre 2013  | 16 settembre 2014 |
| 8  | 113             | You Stole My Thunder, Man    | Il progetto rubato               | 7 dicembre 2013  | 25 settembre 2014 |
| 9  | 105             | Weird Science Fair           | Il progetto di scienze           | 4 gennaio 2014   | 11 aprile 2014    |
| 10 | 112             | Crime After Crime            | Il vandalo del quartiere         | 11 gennaio 2014  | 24 settembre 2014 |
| 11 | 110             | Going Wonkers                | Poteri impazziti                 | 8 febbraio 2014  | 20 settembre 2014 |
| 12 | 111             | Restaurant Crashers          | Regalo a sorpresa                | 15 febbraio 2014 | 23 settembre 2014 |
| 13 | 114             | Thundersense                 | Il Thunder-intuito               | 15 marzo 2014    | 26 settembre 2014 |
| 14 | 108             | Phoebe's a Clone Now         | Il clone di Phoebe               | 15 marzo 2014    | 18 settembre 2014 |
| 15 | 115             | Have an Ice Birthday         | Compleanno di ghiaccio           | 22 marzo 2014    | 27 settembre 2014 |
| 16 | 117             | Nothing to Lose Sleepover    | Pigiama party a tutti i costi    | 26 aprile 2014   | 1º ottobre 2014   |
| 17 | 118             | Pretty Little Choirs         | Un assolo per due                | 3 maggio 2014    | 2 dicembre 2014   |
| 18 | 119             | Paging Dr. Thunderman        | Missione segreta in ospedale     | 3 maggio 2014    | 3 dicembre 2014   |
| 19 | 116             | Up, Up, and Vacay!           | Thunderman contro Thunderman     | 31 maggio 2014   | 30 settembre 2014 |
| 20 | 120             | Breaking Dad                 | Il supplente                     | 14 giugno 2014   | 4 dicembre 2014   |

## Super babysitter
- Titolo originale: Adventures in Supersitting
- Diretto da: Bob Koherr
- Scritto da: Jed Spingarn

### Trama
I Thunderman sono una famiglia di supereroi, trasferitasi da poco in un'altra città per condurre una vita normale, nascondendo i loro super poteri. Una sera i genitori, Hank e Barb, devono uscire per andare a cena fuori, lasciando i figli gemelli maggiori Phoebe e Max a fare baby sitter ai due più piccoli, Nora e Billy.
Phoebe si trova così a dovere annullare l'uscita con la sua nuova amica Cherry, ma Max, che al contrario della famiglia vuole essere un supercattivo, la convince a invitarla a casa loro, mentre lui avrebbe lavorato con Billy e Nora nel suo covo. Phoebe accetta, ma Cherry scopre i poteri, perciò i fratelli la congelano per ideare un piano. Al ritorno i genitori scoprono la cosa e dicono che si sarebbero dovuti trasferire nuovamente per tenere nascosta la loro identità. Alla fine però Max riesce a ideare un piano che convince Cherry che i loro superpoteri erano solo effetti speciali per un musical. Intanto nel ristorante dove sono andati Hank e Barb, c'era un compleanno dove hanno ingaggiato un finto Thunderman che non è potuto venire e Hank dato che è il vero Thunderman fa l'animatore alla festa (ovviamente in costume) mostrando i suoi superpoteri.

## Phoebe contro Max
- Titolo originale: Phoebe vs. Max
- Diretto da: Jonathan Judge
- Scritto da: Dan Cross e David Hoge

### Trama
Il giorno della foto di classe, Max fa uno scherzo a Phoebe e Barb lascia che i figli risolvano da soli la situazione. Intanto Billy e Nora litigano su chi deve portare fuori la spazzatura.

## Doppia cotta
- Titolo originale: Dinner Party
- Diretto da: Victor Gonzalez
- Scritto da: Jed Spingarn

### Trama
Un compagno di scuola che piace a Phoebe le chiede di uscire. Lei non crede alle sue orecchie. Purtroppo i genitori del ragazzo vogliono conoscere la famiglia di Phoebe, così Phoebe li invita a cena, infrangendo la prima regola dei Thunderman.

## La grande sfida matematica
- Titolo originale: Report Card
- Diretto da: Jonathan Judge
- Scritto da: Nancy Cohen

### Trama
Max, minacciato di essere punito se non avrà una buona pagella, riesce a farsi sfilare una serie di A, passando nel corso avanzato di matematica con Phoebe.

## Due volte a scuola
- Titolo originale: Ditch Day
- Diretto da: David Kendall
- Scritto da: Dicky Murphy

### Trama
Phoebe e Max, restando soli a scuola, sfidandosi ad una battaglia di palle di neve usando i poteri.
Alla fine si accorgono della presenza di una telecamera. Dovranno travestirsi da mandriani, ballare e inventarsi piani per non far scoprire il loro segreto. 

## Questo è il lavoro giusto per...
- Titolo originale: This Looks Like a Job For...
- Diretto da: Robbie Countryman
- Scritto da: Anthony Q. Farrell

### Trama
Max e Phoebe vorrebbero un nuovo telefono, così si fanno assumere al Wong's Pizza Palace. Intanto Billy e Nora raggranellano denaro con le scommesse sui genitori, che si sono iscritti al torneo di montaggio e smontaggio di torri fatte di bicchieri.

## Un ospite per il weekend
- Titolo originale: Weekend Guest
- Diretto da: David Kendall
- Scritto da: Dan Serafin

### Trama
Barb e Hank vanno a Metroburg per la lettura del testamento di un loro parente mancato, lasciando da soli i figli.
Phoebe ottiene l'incarico di badare alla pianta carnivora della sua classe, pianta a cui Max vuole dare da mangiare ma Phoebe glielo impedisce.
Dopo un po', però, le dà troppa acqua e la pianta rischia di morire chiedendo così aiuto a Max.

## Il progetto rubato
- Titolo originale: You Stole My Thunder, Man
- Diretto da: Shannon Flynn
- Scritto da: Sean W. Cunningham e Marc Dworkin

### Trama
Phoebe si candida come rappresentante degli studenti, ma alla fine viene eletto Max, che non si era neanche candidato.

## Il progetto di scienze
- Titolo originale: Weird Science Fair
- Diretto da: Jonathan Judge
- Scritto da: Mike Alber e Gabe Snyder

### Trama
Max sente dire da Billy e Nora qualcosa sulla fiera della scienza, che gli provoca sgradevoli ricordi.
Decide quindi di dare una mano a Nora per provare di nuovo a vincere la fiera, e Phoebe fa lo stesso con Billy. La cosa si trasforma in un'amara competizione tra i gemelli.
Intanto Barb iscrive lei e Hank ad un club del libro.

## Il vandalo del quartiere
- Titolo originale: Crime After Crime
- Diretto da: Shannon Flynn
- Scritto da: Lisa Muse Bryant

### Trama
Un vandalo vandalizza il quartiere dove vivono i Thunderman, così Hank compone una squadra di vigilantes per catturarlo.

## Poteri impazziti
- Titolo originale: Going Wonkers
- Diretto da: Robbie Countryman
- Scritto da: Jay Demopoulos (accreditato come Jay J. Demopoulos)

### Trama
Il passaggio della Cometa Achille manda in tilt i poteri dei Thunderman. Per evitare un disastro, Max e Phoebe non potranno stare a più di un metro di distanza, anche se quella sera Phoebe ha un appuntamento con un ragazzo. Intanto Hank e Barb cercano di controllare la supervelocità di Billy, i laser di Nora e... loro stessi. 

## Regalo a sorpresa
- Titolo originale: Restaurant Crashers
- Diretto da: Trevor Kirschner
- Scritto da: Dicky Murphy

### Trama
Hank vuole regalare un'auto nuova a Barb per il loro anniversario, ma Phoebe lo scopre e lo rivela ai fratelli, che, per sbaglio, la rompono. Chiedono quindi aiuto al ricco cugino Blobbin, rimpiazzando l'auto rossa con un'auto grigia che... Barb adorerà. 

## Il thunder-intuito
- Titolo originale: Thundersense
- Diretto da: Jonathan Judge
- Scritto da: Dan Serafin

### Trama
Phoebe sviluppa il thunder-intuito, un superpotere che le permette di prevedere i pericoli, mentre Max tormenta la madre chiedendole di tutto, fingendo di essere triste perché lui non lo abbia sviluppato. Billy e Nora ne approfittano.

## Il clone di Phoebe
- Titolo originale: Phoebe's a Clone Now
- Diretto da: David DeLuise
- Scritto da: Kevin Bonani e Jenn Lloyd

### Trama
Phoebe vorrebbe avere un clone per sbrigare tutti i suoi impegni, e Max la accontenta. Ma quando il clone prende una botta in testa diventa tonto.

## Compleanno di ghiaccio
- Titolo originale: Have an Ice Birthday
- Diretto da: Tim Ryder (accreditato come Timothy Rider)
- Scritto da: Sean W. Cunningham e Marc Dworkin

### Trama
È il compleanno di Max e Phoebe, i quali sono stanchi di passarlo in famiglia, che li trattano ancora come se fossero bambini, così organizzano una festa al Wong's Pizza Palace.

## Pigiama party a tutti i costi
- Titolo originale: Nothing to Lose Sleepover
- Diretto da: Sean Mulcahy
- Scritto da: Gigi McCreery e Perry M. Rein

### Trama
Phoebe organizza un pigiama party a casa sua con le sue amiche.

## Un assolo per due
- Titolo originale: Pretty Little Choirs
- Diretto da: Shannon Flynn
- Scritto da: David Hoge e Dan Cross

### Trama
"L'amica" di Phoebe, Veronika, continua ad ostacolarla in modo che non ottenga l'assolo nel coro della scuola.

## Missione segreta in ospedale
- Titolo originale: Paging Dr. Thundermans
- Diretto da: Robbie Countryman
- Scritto da: Jed Spingarn

### Trama
Nora ottiene un colloquio per cambiare scuola. I genitori lasciano Billy nelle mani di Max e Phoebe. Billy, però, si fa molto male al pollice e i gemelli devono portarlo all'ospedale.

## Thunderman contro Thunderman
- Titolo originale: Up Up and Vacay
- Diretto da: Jonathan Judge
- Scritto da: Anthony Q. Farrell

### Trama
Phoebe e Max propongono a fratelli e genitori di partecipare a una serie di competizioni per famiglie organizzata dalla loro scuola.

## Il supplente
- Titolo originale: Breaking Dad
- Diretto da: Trevor Kirschner
- Scritto da: Lisa Muse Bryant

### Trama
Phoebe prende una B in una verifica, quando ha fatto tutto giusto. Hank decide di aiutarla.